# Batalha de Saipan

Fuzileiros navais nas praias de Saipan se abrigam atrás de uma duna de areia ao lado de um veículo anfíbio, enquanto esperam a chegada dos reforços

A batalha de Saipan, ou de Saipã, foi uma batalha da campanha do Pacífico durante a Segunda Guerra Mundial. Fez parte de uma série de batalhas nas Marianas, opondo as tropas estadunidenses e japonesas que disputavam o controle das ilhas.
A invasão inicial desencadeou a Batalha do Mar das Filipinas, que efetivamente destruiu o poder aéreo japonês baseado em porta-aviões, e a batalha resultou na captura americana da ilha. Sua ocupação colocou as principais cidades das ilhas japonesas dentro do alcance dos bombardeiros B-29, tornando-as vulneráveis ao bombardeio estratégico pelas Forças Aéreas do Exército dos Estados Unidos. Também precipitou a renúncia de Hideki Tōjō, o primeiro-ministro do Japão.

## Batalha

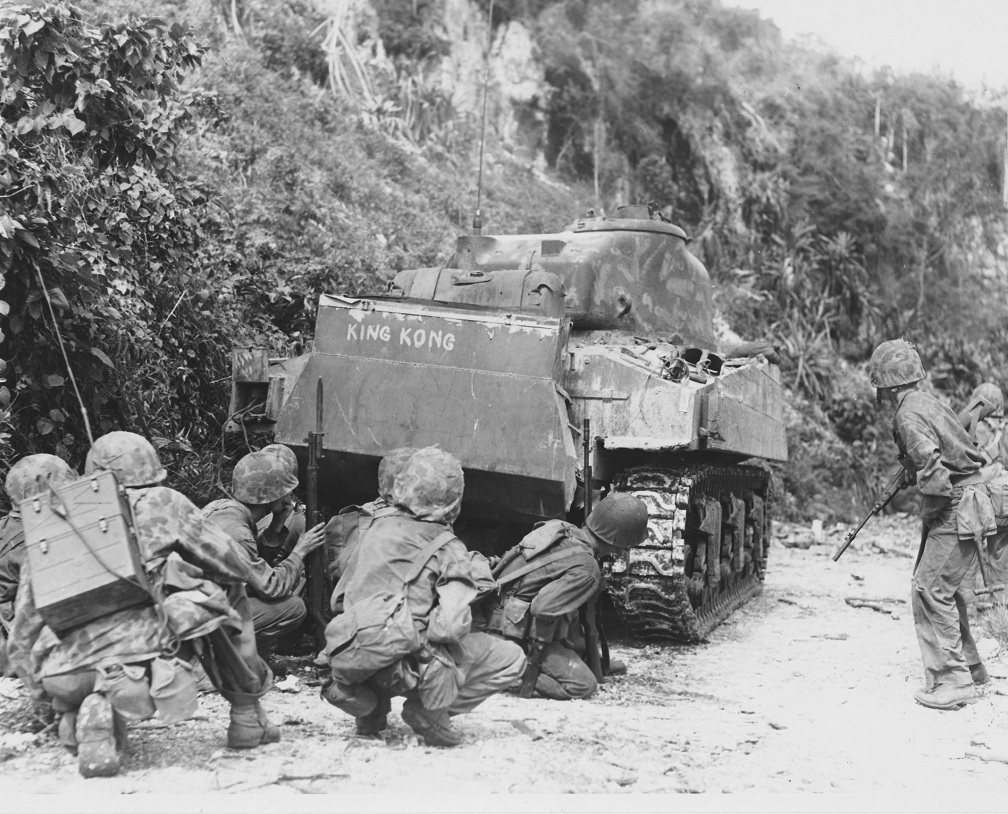
Fuzileiros navais tomam cobertura atrás de um tanque M4 enquanto limpam a área das forças japonesas no norte de Saipan, 8 de julho de 1944

A batalha em Saipan teve início em 15 de junho de 1944 com o desembarque de tropas norte-americanas na ilha (Saipan é uma das três grandes do conjunto das Marianas), então ocupada por tropas japonesas sob o comando do general Yoshitsugu Saito, após pesado bombardeio naval norte-americano. Apesar da destruição de diversos carros de assalto anfíbios por parte dos japoneses, ao fim do dia as tropas americanas desembarcadas já haviam assegurado uma cabeça de praia de 6 km de extensão e 800 m de profundidade e iniciado o avanço para o aeroporto da ilha, abandonado pelos defensores três dias após o início dos combates. Sem a possibilidade de reforço militar nem de mantimentos ou munição, a batalha era desesperançosa para os japoneses. No entanto, o general Saito resolveu defender a ilha até o último homem, espalhando as suas tropas pelas crateras vulcânicas do interior da ilha e pelo terreno montanhoso ao redor do Monte Tapotchau, escondendo-se durante o dia e realizando ataques localizados durante a noite. Estes apenas seriam expulsos e vencidos após duros e prolongados combates, onde os invasores norte-americanos foram obrigados a usar lança-chamas e artilharia pesada para destruir a resistência nas cavernas da ilha.

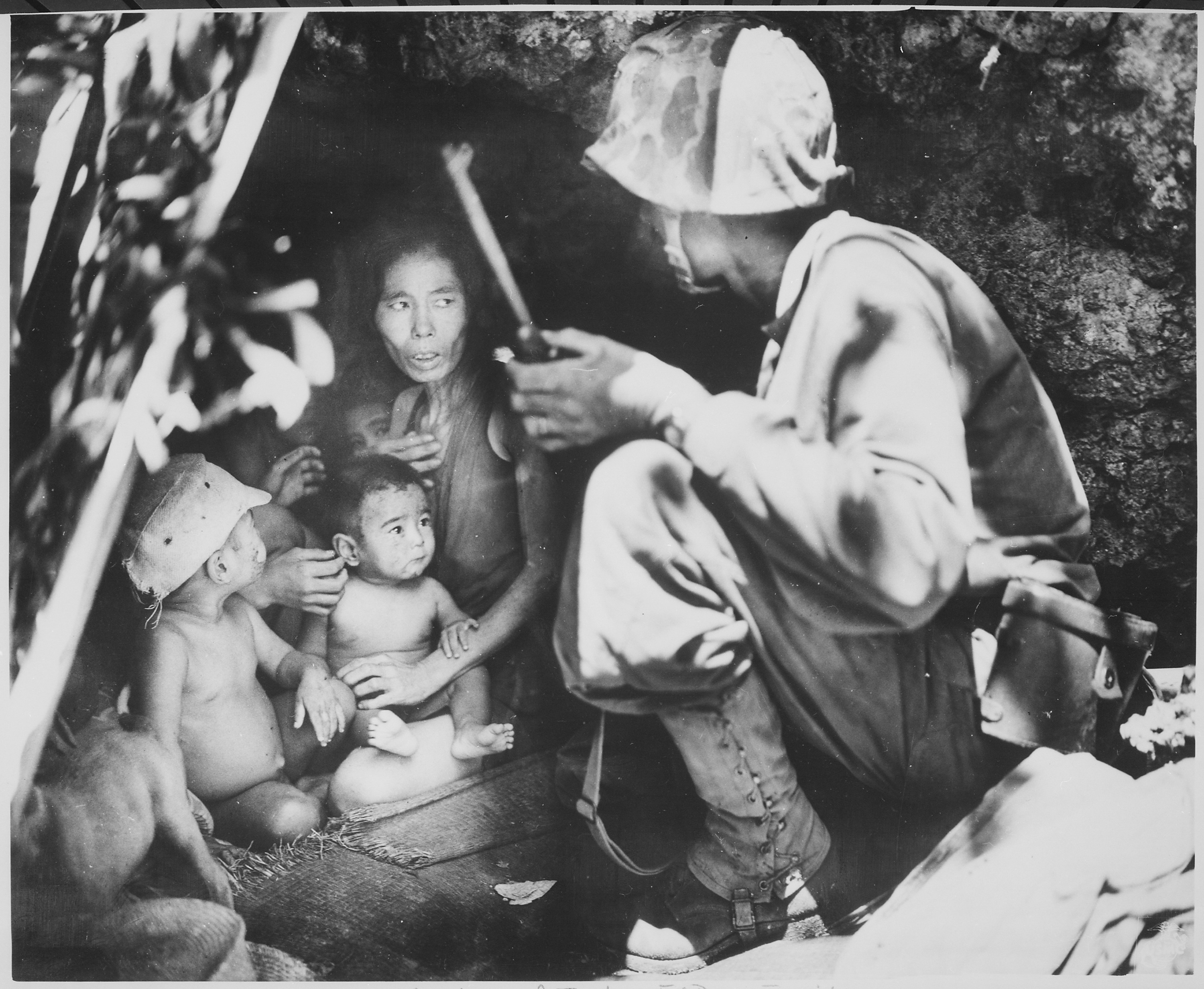
Um fuzileiro naval convence uma mulher chamorro e seus filhos a abandonar seu refúgio.

A 7 de julho, sem ter mais terreno para onde retroceder e se esconder, o comandante militar japonês ordenou um ataque suicida às tropas invasoras, da qual participaram civis japoneses da ilha, armados apenas de bambus afiados, que preferiam morrer a se tornarem prisioneiros dos ocupantes. Esta atitude deverá ter origem na propaganda de guerra nipônica, que descrevia os invasores como dominadores cruéis e primitivos.
Cerca de três mil homens remanescentes ainda aptos das tropas japonesas participaram do assalto final, seguidos por civis, feridos com bandagens, soldados apoiados em muletas e armados apenas de paus, avançando sobre dois batalhões de fuzileiros navais, matando ou ferindo 650 deles. Mas a desproporção de forças e armamentos se impôs e a 9 de julho a ilha de Saipan foi anunciada como tomada e considerada segura pelos comandantes americanos. O general Saito e seu estado-maior remanescente cometeram suicídio numa caverna, acompanhados de diversos outros soldados e civis por toda a ilha. Um capitão e quarenta de seu homens esconderam-se nas montanhas, rendendo-se apenas em 1 de dezembro de 1945, meses após o final da guerra.
Ao final da batalha, cerca de 22 mil civis estavam mortos, junto com quase toda a guarnição militar japonesa de Saipan, cerca de 30 mil homens. Para os norte-americanos esta foi a mais custosa batalha em vidas do teatro do Pacífico, com 14 mil homens mortos, feridos ou desaparecidos de um total de 71 mil que desembarcaram.  Como resultado da derrota, o primeiro-ministro japonês Hideki Tojo renunciou ao cargo com todo seu gabinete.
Após a conquista, Saipan se tornou uma importante base da aviação norte-americana para as operações posteriores nas Ilhas Marianas e para a invasão das Filipinas em outubro de 1944, assim como base dos bombardeiros que atacavam e bombardeavam as cidades do Japão nos meses finais da guerra.